# Attaques iraniennes en Irak et au Qatar en 2025
Pendant Guerre Iran-Israël
Le 23 juin 2025, pendant la guerre Iran-Israël, l'Iran attaque plusieurs bases militaires américaines au cours de l’opération Annonce de la Victoire (en arabe بشارت الفتح, Basharat Al-Fath), dont la base militaire d'Al-Udeid, en Irak et au Qatar,,,,,. Cette offensive constitue la réponse de l'Iran à l'opération Marteau de minuit menée par les États-Unis contre des installations nucléaires iraniennes. Le Qatar, les Émirats arabes unis et le Bahreïn ferment leur espace aérien,. Dans la semaine précédant l'attaque, le consulat américain à Erbil, en Irak, est visé.

## Contexte
Israël entretient une relation étroite avec la monarchie Pahlavi jusqu'à la révolution islamique de 1979, date à laquelle la monarchie est renversée et remplacée par une république islamique anti-occidentale dirigée par Rouhollah Khomeini. Depuis lors, le gouvernement théocratique iranien menace à plusieurs reprises de détruire Israël,,,. Le guide suprême de l'Iran, Ali Khamenei, qualifie Israël de « tumeur cancéreuse » et appelle à sa destruction,. Israël considère le programme nucléaire iranien comme une menace existentielle et craint que l'Iran ne développe une arme nucléaire. Selon le gouvernement étatsunien, en 2025, l'Iran menace d'attaquer le territoire des États-Unis par des attentats terroristes. Dans la semaine précédant l'attaque, le consulat américain à Erbil, en Irak, est visé par un drone qui est intercepté.
Le 13 juin 2025, Israël lance une série d'attaques visant les installations nucléaires iraniennes et ses hauts responsables militaires. Le Premier ministre israélien Benyamin Netanyahou cite le programme nucléaire de l'Iran comme la raison de l'attaque. L'Iran affirme constamment que son programme nucléaire poursuit des fins exclusivement pacifiques et qu'il n'a jamais eu l'intention de développer l'arme nucléaire. Le pays avait développé un programme nucléaire militaire secret nommé Projet AMAD (en) dans les années 1980 et 1990, qui, selon les évaluations des services de renseignement américains, est suspendu en 2003,. Les services de renseignement américains estiment en juin 2025 que l'Iran ne construit pas d'arme nucléaire et que l'ayatollah Ali Khamenei n'a pas autorisé la reprise du projet AMAD. En 2015, l'Iran signe l'accord de Vienne sur le nucléaire iranien (JCPOA), négocié par le président Barack Obama, le Conseil de sécurité des Nations unies et l'Allemagne pour gérer le développement nucléaire civil de l'Iran à un niveau limité. En 2018, le président Donald Trump, lors de sa première présidence, suspend la participation des États-Unis à l'accord et rétablit les sanctions économiques contre l'Iran, malgré le rapport de l'Agence internationale de l'énergie atomique (AIEA) indiquant que l'Iran tient ses engagements. L'Iran riposte en augmentant son enrichissement d'uranium.
À la suite de l'assassinat de Qassem Soleimani par les États-Unis en 2020, l'Iran déclare qu'il ne respectera plus les restrictions d'enrichissement du JCPOA. En 2021, l'Iran enrichit de l'uranium à 60 % de pureté, un taux proche de celui qui convient à un usage militaire. En mars 2025, la directrice du renseignement national des États-Unis, Tulsi Gabbard, témoigne cependant que la communauté du renseignement américaine, « continue d'estimer que l'Iran ne construit pas d'arme nucléaire et que le Guide Suprême Khamenei n'a pas autorisé de programme d'armes nucléaires ». En avril 2025, Trump annonce des négociations entre les États-Unis et l'Iran concernant le programme nucléaire iranien. La Maison-Blanche déclare que l'Iran a deux mois pour conclure un accord, délai qui expire la veille des frappes israéliennes,. En mai 2025, l'AIEA rapporte que l'Iran a accumulé 409 kg d'uranium pur à 60 %, un niveau supérieur à ce qui est requis pour des usages civils et proche de la qualité militaire. En réponse, l'Iran annonce une troisième installation d'enrichissement nucléaire, qui serait placée sous la surveillance de l'AIEA,. L'Iran insiste sur le fait qu'il ne cherche pas à obtenir d'armes nucléaires et le guide suprême iranien Khamenei a déclaré à plusieurs reprises qu'il existe une fatwa (une décision juridique) contre le développement d'armes nucléaires.
Le commandant du United States Central Command (CENTCOM), Michael Kurilla, avertit le 10 juin 2025 que l'Iran peut produire de l'uranium de qualité militaire en une semaine ; cependant, les estimations du temps nécessaire pour fabriquer une arme fonctionnelle varient de 7  à   12 mois à ce moment. Le 12 juin, un jour avant les frappes israéliennes, l'AIEA juge l'Iran non-conforme à ses obligations nucléaires pour la première fois en 20 ans.

### Frappes aériennes américaines sur les sites nucléaires iraniens
Le 22 juin 2025, au cours du conflit Iran-Israël, l'armée de l'air et la marine américaines bombardent trois sites nucléaires en Iran. L'usine d'enrichissement d'uranium de Fordo, l'installation nucléaire de Natanz et le centre de technologie nucléaire d'Ispahan sont frappés par quatorze bombes GBU-57A/B MOP (Massive Ordnance Penetrator) de 14 000 kg « bunker buster » déployées par des bombardiers furtifs Northrop B-2 Spirit, ainsi que par une salve de missiles Tomahawk tirés par un sous-marin. Cette intervention, nommée opération Marteau de Minuit, constitue la première action militaire des États-Unis dans la guerre Iran-Israël, qui commence le 13 juin avec des frappes aériennes surprises d'Israël,,.

## Représailles iraniennes
Dans la soirée du 23 juin 2025, l'Iran lance quatorze missiles sur la base militaire d'Al-Udeid américaine au Qatar, après quoi des explosions sont entendues à Doha. Le Qatar affirme avoir intercepté « avec succès » les missiles et ne déplorer aucune victime de l’attaque. La quarantaine d'avions stationnés sur ce site début juin 2025 avaient été évacués le weekend avant la frappe. Un bilan du 28 juin annonce que les batteries de missiles de défense antiaérienne MIM-104 Patriot, deux américaines provenant de Corée du Sud et du Japon ayant un effectif au total de 44 militaires, et qataries, ont intercepté les quatorze missiles balistiques iraniens, à l’exception d’un seul, tombé sur un terrain vague, sans faire de victimes.
L'Iran déclare que les forces américaines en Irak où elles disposent de deux bases sont également visées par des tirs de missiles et de drones ne faisant pas de victimes, selon la Mehr News Agency.
La Maison-Blanche confirme les frappes de missiles et indique que les responsables américains surveillent de près la situation. Le président Donald Trump convoque une réunion de son équipe de sécurité nationale pour discuter des développements. Dans l'immédiat, les responsables américains placent les moyens militaires en état d'alerte élevé et soulignent leur pleine capacité à faire face si la situation venait à se détériorer davantage.

## Réactions
- Qatar : le Qatar condamne fermement l'attaque iranienne sur la base aérienne Al-Udeid sur son territoire et ajoute que les défenses aériennes du Qatar « déjouent avec succès l'attaque et interceptent les missiles iraniens »[48].
- États-Unis : le président Trump qualifie de « très faible » cette attaque et remercie l'Iran d'avoir prévenu avant son lancement, permettant ainsi d'avoir évité des victimes[49].